# Шериев, Астемир Мухамедович
Астеми́р Мухаме́дович Шери́ев (род. 23 февраля 1990, Нальчик) — российский футболист, защитник.

## Карьера
В 2006 году подписал контракт с нальчикским «Спартаком». Дебютировал в основном составе команды 6 августа 2008 года. Тогда его команда в рамках 1/16 финала Кубка России уступила подольскому «Витязю» со счётом 2:1. Летом 2009 года подписал контракт с «Ростовом». 19 сентября дебютировал в Премьер-Лиге в составе ростовчан, отыграв весь матч против краснодарской «Кубани». В марте 2010 года перешёл на правах аренды в «Нижний Новгород». В конце лета 2011 года вернулся в «Спартак-Нальчик». По окончании сезона покинул команду, так и не сыграв ни одного матча в основном составе.

## Статистика
| Команда          | Сезон            | Чемпионат        | Чемпионат | Чемпионат | Кубок | Кубок | Итого | Итого |
| Команда          | Сезон            | Уров.            | Игры      | Голы      | Игры  | Голы  | Игры  | Голы  |
| ---------------- | ---------------- | ---------------- | --------- | --------- | ----- | ----- | ----- | ----- |
| Спартак-Нальчик  | 2008             | I                | 0         | 0         | 1     | 0     | 1     | 0     |
| Ростов           | 2009             | I                | 9         | 0         | 0     | 0     | 9     | 0     |
| Нижний Новгород  | 2010             | II               | 3         | 0         | 0     | 0     | 3     | 0     |
| Всего за карьеру | Всего за карьеру | Всего за карьеру | 12        | 0         | 1     | 0     | 13    | 0     |